# Saint-Babel
Saint-Babel – miejscowość i gmina we Francji, w regionie Owernia-Rodan-Alpy, w departamencie Puy-de-Dôme. Nazwa miejscowości pochodzi od imienia św. Babilasa.
Według danych na rok 1990 gminę zamieszkiwało 648 osób, a gęstość zaludnienia wynosiła 34 osoby/km² (wśród 1310 gmin Owernii Saint-Babel plasuje się na 331. miejscu pod względem liczby ludności, natomiast pod względem powierzchni na miejscu 484.).